# Rural !
Rural ! est un album de bande dessinée en noir et blanc.
- Scénario et dessins : Étienne Davodeau
- Préface : José Bové

## Analyse
Le livre est un exemple de bande dessinée documentaire, c'est-à-dire la mise en image d'un reportage quasi journalistique sur la problématique du monde rural et agricole. L'histoire, au travers de la construction d'une autoroute et des difficultés de son tracé dans la région des coteaux du Layon, brosse le portrait d'un groupe de jeunes agriculteurs de Chanzeaux, membre de la Confédération paysanne,  soucieux de développer l'agriculture biologique qui se veut respectueuse de l'environnement, contrairement à l'agriculture productiviste à outrance encouragée par la Politique agricole commune de l'Union européenne ainsi que par la FNSEA. 

## Récompenses
- Prix Tournesol au Festival international de la bande dessinée d'Angoulême 2002.
- Mention spéciale du scénario[1] au Festival international de la bande dessinée d'Angoulême en 2002

## Publication

### Éditeurs
- Delcourt (Collection Encrages) (2001)  (ISBN 2-84055-583-2)